# Sezession Graz

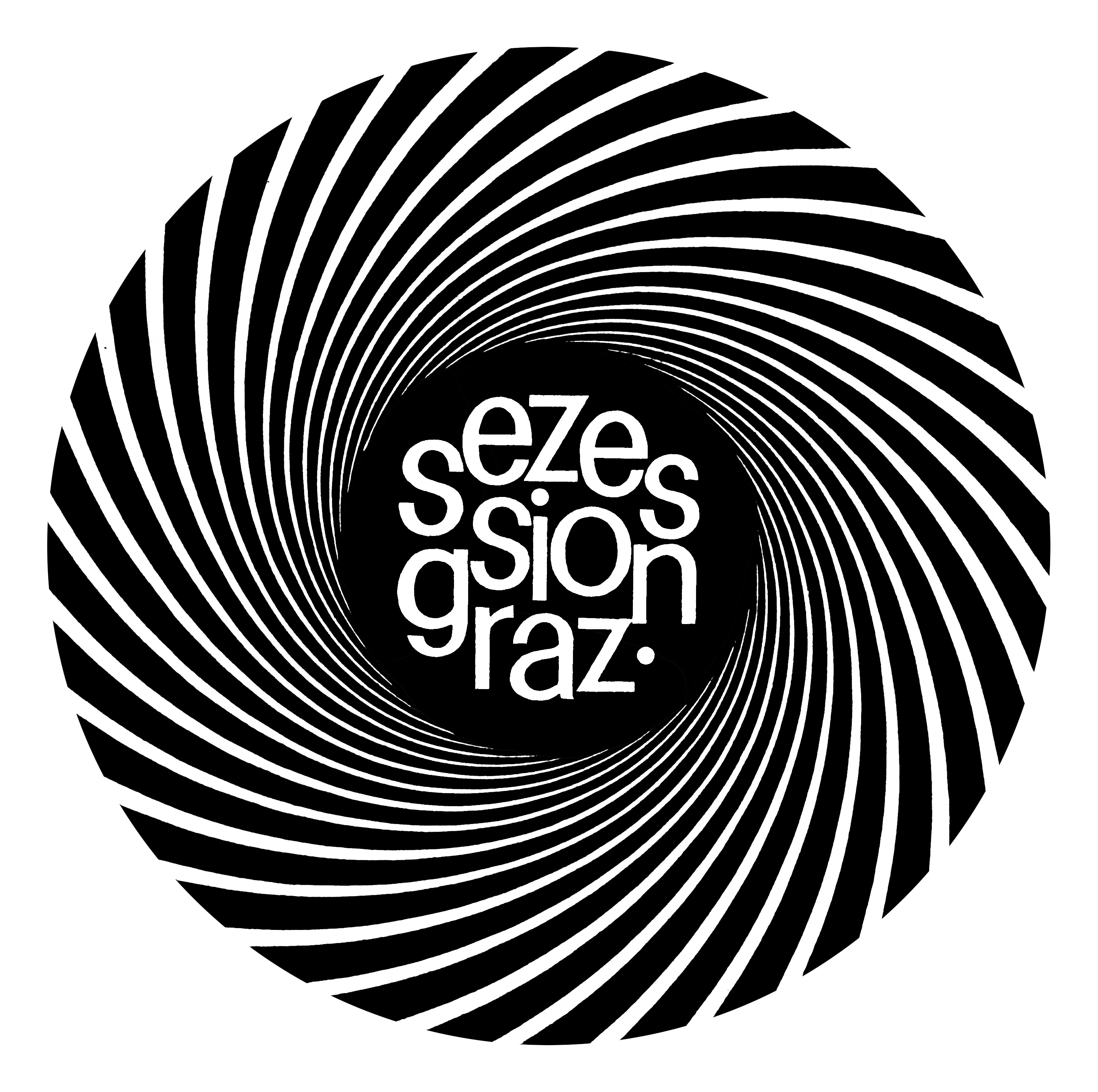
Logo der Sezession

Die Sezession Graz ist die älteste Künstlervereinigung moderner bildender Künstler in Graz. Ziel des Vereins war und ist es, zeitgenössische Kunst zu schaffen und zu fördern. In den Ausstellungen der Sezession Graz sollen hochwertige Arbeiten moderner Kunst präsentiert werden.

## Geschichte
Die Sezession Graz wurde im November 1923 durch die Künstler Wilhelm Thöny, Fritz Silberbauer, Hans Mauracher, Hans Wagula, Alfred Wickenburg, Friedrich Zotter und Paul Schmidtbauer gegründet, die ersten Ausstellung erfolgte im Herbst 1924 mit mehr als 3000 Besuchern.
Bedingt durch die Machtergreifung durch die Nationalsozialisten wurden 1938 alle Künstlervereinigungen aufgelöst, die Werke als Ausdruck „Entarteter Kunst“ bezeichnet und das Vermögen der Vereine wurde eingezogen.
1945 folgte die Neukonstituierung des Vereins durch angesehene Künstler und eine stark nachdrängende jungen Generation. Formen der Kunst wie Abstraktion und Informel führten zu kontroversen und rigorosen Standpunkten, die die Sezession Graz zum Spiegelbild der internationalen Kunstszene werden ließ. Die 15. Ausstellung der Sezession Graz (Erste Nachkriegsausstellung) fand im Oktober 1945 in der Neuen Galerie statt. Weitere Ausstellungen folgten im Landesmuseum Joanneum und in der Neuen Galerie.
Um den großen Kunstvereinen die entsprechende Repräsentanz zu gewährleisten, wurde der Gedanke zum Bau des „Künstlerhauses“ ins Leben gerufen. Die Finanzierung erfolgte durch Eigenkapital der Kunstvereine und durch Sponsoren, die von den Künstlern der Vereine angeworben wurden.
Die Sezession Graz ist nicht nur die älteste steirische Vereinigung bildender Künstler, die sich der Moderne verpflichtet, sondern auch seit beinahe 100 Jahren ein Netzwerk für Graz und darüber hinaus.
Während nach Gründung der Republik die regionalen Zentren wie die Landeshauptstädte auf der Suche nach einer neuen Identität waren, die regional verwurzelt, aber doch weltoffen sein sollte, lebten die Sezessionisten diesen doppelten Anspruch von Beginn an.
In diesen mehr als 100 Jahren hat sich die Sezession Graz durch viele Initiativen in und um die Stadt Graz ausgezeichnet und ist zugleich eine Gemeinschaft, die auch jungen Künstlern eine Heimat und die erste Flügel gibt.

## Präsidenten
- 1923–1938: Alfred Wickenburg
- 1946–1949: Alfred Wickenburg
- 1949–1953: Friedrich Zotter
- 1953–1967: Rudolf Pointner
- 1967–1968: Gerhard Lojen
- 1968–1983 Fritz Krainz
- 1983–2013: Linda Leeb
- 2013–2015: Raimonde Marcher-Greinix
- 2015–2024: Helga HudinHelga Hudin
- seit 2025: Edeltrude Arleitner

## Ausstellungen
| Datum          | Titel                                                  | Ort                                        |
| -------------- | ------------------------------------------------------ | ------------------------------------------ |
| September 2013 | Kunst erwacht durch Licht                              | Stift Vorau                                |
| Oktober 2013   | Entschnörkelt                                          | Callarium des Stiftes Rein bei Graz        |
| März 2014      | Verführung                                             | Rathaus Voitsberg                          |
| September 2014 | Ich hab es satt                                        | Galerie Centrum Graz                       |
| Juni 2015      | Kunstfest                                              | Seifenfabrik Graz                          |
| September 2015 | Das nichts und doch etwas                              | Galerie Centrum Graz                       |
| Juni 2016      | Grenzüberschreitend                                    | Galerie Centrum Graz                       |
| Oktober 2016   | Stadt - Land                                           | Galerie der Gemeinde Hausmannstätten       |
| November 2017  | Alic im Wunderland                                     | Künstlerhaus Graz                          |
| Mai 2017       | Monochrome Welten                                      | Galerie Centrum Graz                       |
| September 2017 | Auf Kunst sitzen - Auf Kunst setzten. Ein Sitz in Graz | Murinsel Graz                              |
| November 2017  | Grüner Teppich                                         | Schloss St. Martin bei Graz                |
| Mai 2018       | Rhythmischer Fries                                     | Kunstsalon der BV Wien, Schloss Schönbrunn |
| September 2018 | Festakt zum 95-jährigen Bestehen der Sezession Graz    | Steiermarkhof Graz                         |
| November 2018  | Zeitraster                                             | Galerie Centrum, Graz                      |
| Oktober 2019   | Face to Face                                           | Schloß Freiberg, Luedersdorf               |
| September 2021 | Licht-Refelexion                                       | Kunsthaus Weiz                             |
| Oktober 2021   | Künstlerhof-Schau 2021                                 | Steiermarkhof Graz                         |
| April 2022     | Kunst am Stolpern                                      | Galerie Centrum, Graz                      |
| Oktober 2022   | Freedom                                                | Galerie Centrum, Graz                      |
| Oktober 2022   | Künstlerhof-Schau 2022                                 | Steiermarkhof Graz                         |
| September 2023 | Grenzenlos                                             | Flughafen Graz-Thalerhof                   |
| September 2023 | 100 Jahr Jubiläum Sezession Graz 1923–2023             | Volkskundemuseum Graz                      |
| Oktober 2023   | gestern und heute                                      | Galerie am Park, Wien                      |
| Oktober 2023   | Künstlerhof-Schau 2023                                 | Steiermarkhof Graz                         |
| April 2024     | Energie Wasser (Lerchhaus Eibiswald)                   | Kultur- und Museumsverein Eibiswald        |
| September 2024 | Die Kraft der Erde (Galerie Kamp, Wien)                | Eisenwaren Kamp                            |
| Oktober 2024   | Künstlerhof-Schau 2024                                 | Steiermarkhof Graz                         |

## Mitglieder (aktiv)
Auszug aus der Homepage:
- Arleitner, Edeltrude
- Bader, Uta
- Bathon-Pichler, Silvia
- Draxler, Wilhelm
- Eigner, Paul
- Feller, Walli
- Chimani, Waltraut
- Golle, Karin
- Gollner, Marlene
- Habibian, Marjan
- Hudin, Helga
- Jascha, Heribert
- Körbisch, Anna Maria
- Köstinger, Christian
- Kratochwill, Brigitte
- Ledersberger-Lehoczky, Elisabeth
- Leeb, Linda
- Maurer, Yoly
- Pierus, Andrea
- Polzer, Renate
- Pototschnik, Ingrid
- Rittler, Barbara
- Rucker, Thomas
- Scheuch, Isabella
- Schönbacher-Frischenschlager, Monika
- Solstreif-Pirker, Christoph
- Wittgenstein, Louis

## Ehemalige Mitglieder
Aus der Chronik Sezession Graz:
- Adametz, Hans
- Adrian, Marc
- Aduatz, Friedrich
- Aduatz, Wilhelm
- Aichholzer, Manfred
- Altmann, Regina
- Amtmann, Siegfried
- Badl, Viktor
- Bauer, Hans
- Bertoni, Wander
- Bilger, Ferdinand
- Bilger, Margaret
- Bischoffshausen, Hans
- Bändereck, Sepp
- Ciuha, Joze
- Decleva, Mario
- Dembinski, Hannes
- Dollschein, Anny
- Ehrbar, Friedrich
- Eichholzer, Herbert
- Eigner, Franz
- Ekhard, Godwin
- Elfen, Fria
- Fabian, Gottfried
- Felice, Edith
- Felice, Herbert
- Fellinger, Leo
- Finder Wolfgang
- Fischer, Ernst
- Fischer, Helene
- Frenken, Wil
- Fronius, Hans
- Fruhmann, Johann
- Gans, Inge
- Gellini, Maria
- Giendl, Rudolf
- Grubbauer, Hans
- Gröbner, Silvia
- Gsöllpointner, Helmut
- Haas, Fritz
- Harwalik, Walter
- Hatle, Ingomar
- Hauser, Peter
- Heigl, Franz
- Hell, Friedrich
- Hiebl, Heinz
- Hirschbäck, Richard
- Hodnik, Friedrich
- Hofer, Rudolf
- Hoke, Giselbert
- Hrad-Rynda, Sigi
- Hönel, Hans
- Hönig-Hönigsberg, Erich
- Hütter, Karl
- Jakubecki, Franz
- Jeschofnig, Harry
- Jung, Sin-Pi
- Jäger, Eberhardt
- Jäger, Rudolf
- Kaiserfeld, Lucia
- Klemencic, Igo
- Klinger, Heinz
- Kolowratnik, Emanuel
- Kos, Adolf
- Krainz, Fritz
- Krausz, Emil
- Krawagna, Peter
- Krkoška, Jan Milan
- Krüger, Heinz Uwe
- Lackner, Erwin
- Larsen, Oskar
- Larsen, Richard
- Leifhelm, Hans
- Leskoschek, Axl
- Lichtenegger, Helmut
- Lojen, Erika
- Lojen, Gerhard
- Lorenz, Karl Raimund
- Marcher Greinix, Raymonde
- Mauracher, Hans
- Meszaros, Laszlo
- Mirtel, Otto
- Moitzi, Peter
- Murauer, Herbert
- Nagelmüller, Hans
- Oberhuber, Peter Richard
- Oman, Valentin
- Oswald, Christof
- Oviette, Vevean
- Paar, Ernst
- Passini, Rita
- Pelzmann Sabine
- Pessler, Nikolaus
- Pillhofer, Christine
- Pock, Gernot
- Pointner, Rudolf
- Protic, Jadranka
- Puschnig, Alfred
- Pühringer, Thomas
- Rast, Willy
- Rauter, Marion
- Reisinger, Klaus
- Ritter, Walter
- Rogler, Franz
- Rogler-Kammerer, Anna
- Roupec, Franz
- Rubinig, Richard
- Sakellariou, Dimitros
- Schmid-Schmidsfelden, Adolf
- Schmidtbauer, Paul
- Schuster, Eckart
- Seidl, Werner
- Silberbauer, Fritz
- Sommerhof, Erich
- Spohn, Ilse
- Steinbüchel-Rheinwall, Rambald von
- Sterlika, Renate
- Stockbauer, Hans
- Székely, Eugen
- Tagger, Heinz
- Thum, Alois
- Thöny, Wilhelm
- Tichy, Josef
- Tietz, Erich
- Trinkl, Karl-Jürgen
- Vidic, Janez
- Wagula, Hanns
- Waldorf, Günther
- Wamlek, Hans
- Wasmeyer, Brigitte Johanna
- Weber, Kurt
- Weber, Wolfgang
- Wickenburg, Alfred
- Wieser, Ingrid
- Winkler, Richard
- Zechner, André
- Zeides, Emil
- Zotter, Friedrich